# Supienie
Supienie (litauisch Supieniai) ist ein Ort mit etwa 100 Einwohnern in Nordostpolen und gehört seit 1998 zur Landgemeinde Filipów. Von 1975 bis 1998 gehörte der Ort zur Gemeinde Suwałki.
Supiene liegt am See Rospuda. Im Sommer befinden sich weit mehr Touristen als Einwohner in der Ortschaft. Busse fahren etwa 2-mal täglich nach Filipów, ein Bahnanschluss besteht nicht.

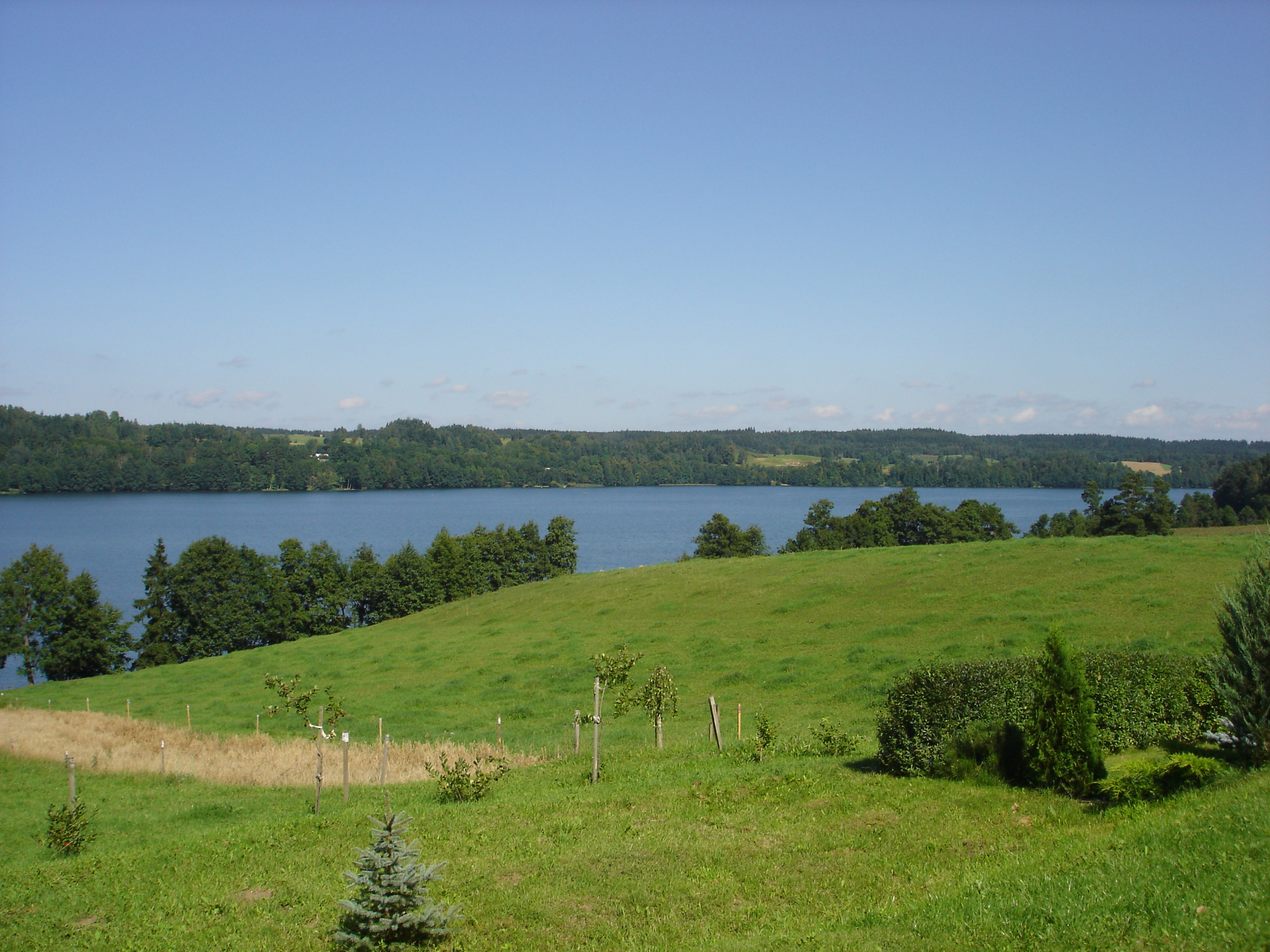
Landschaft bei Supiene, Blick auf den Rospuda
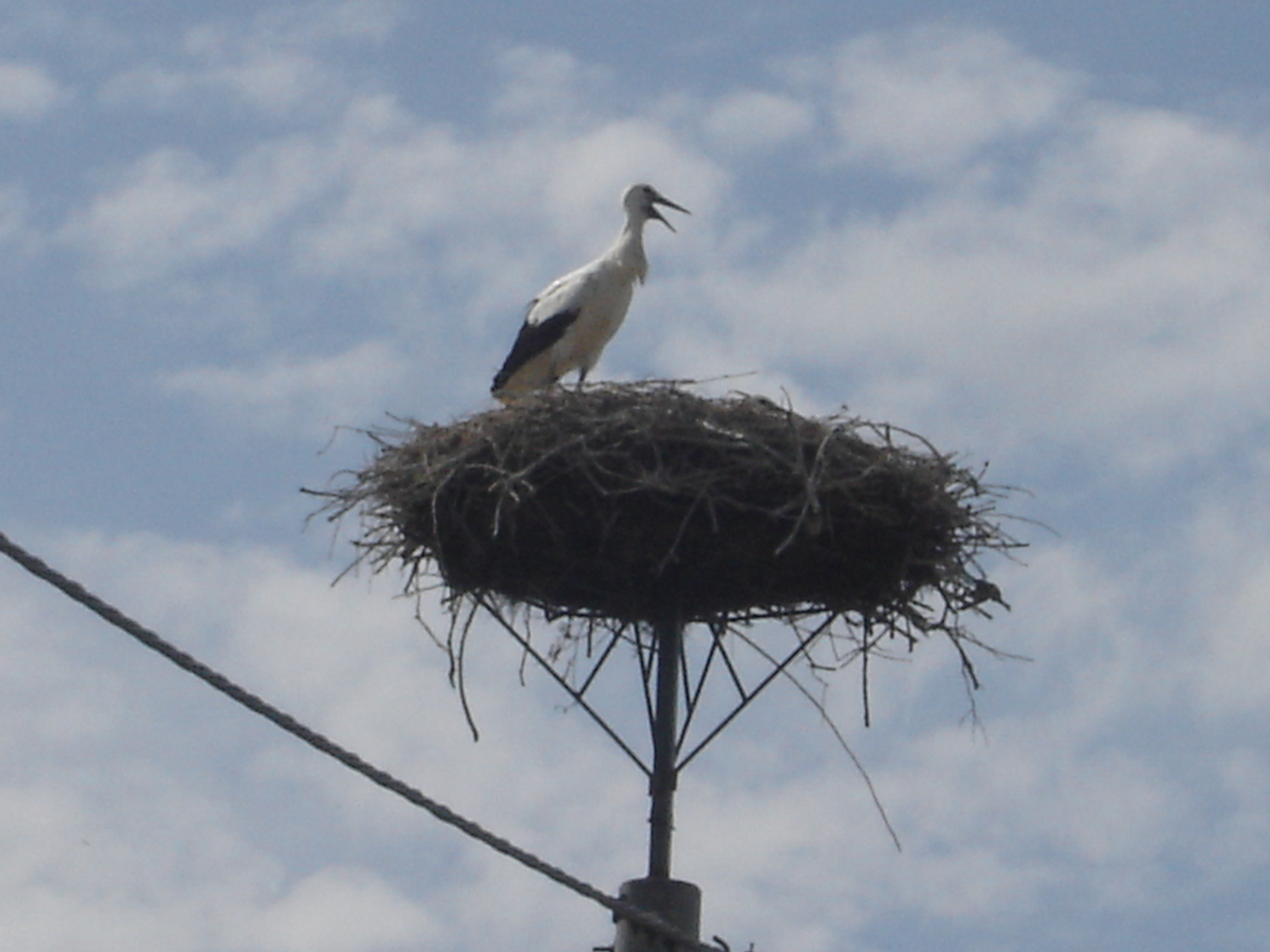
Storchennest im Ort